# لانغستون هيوز

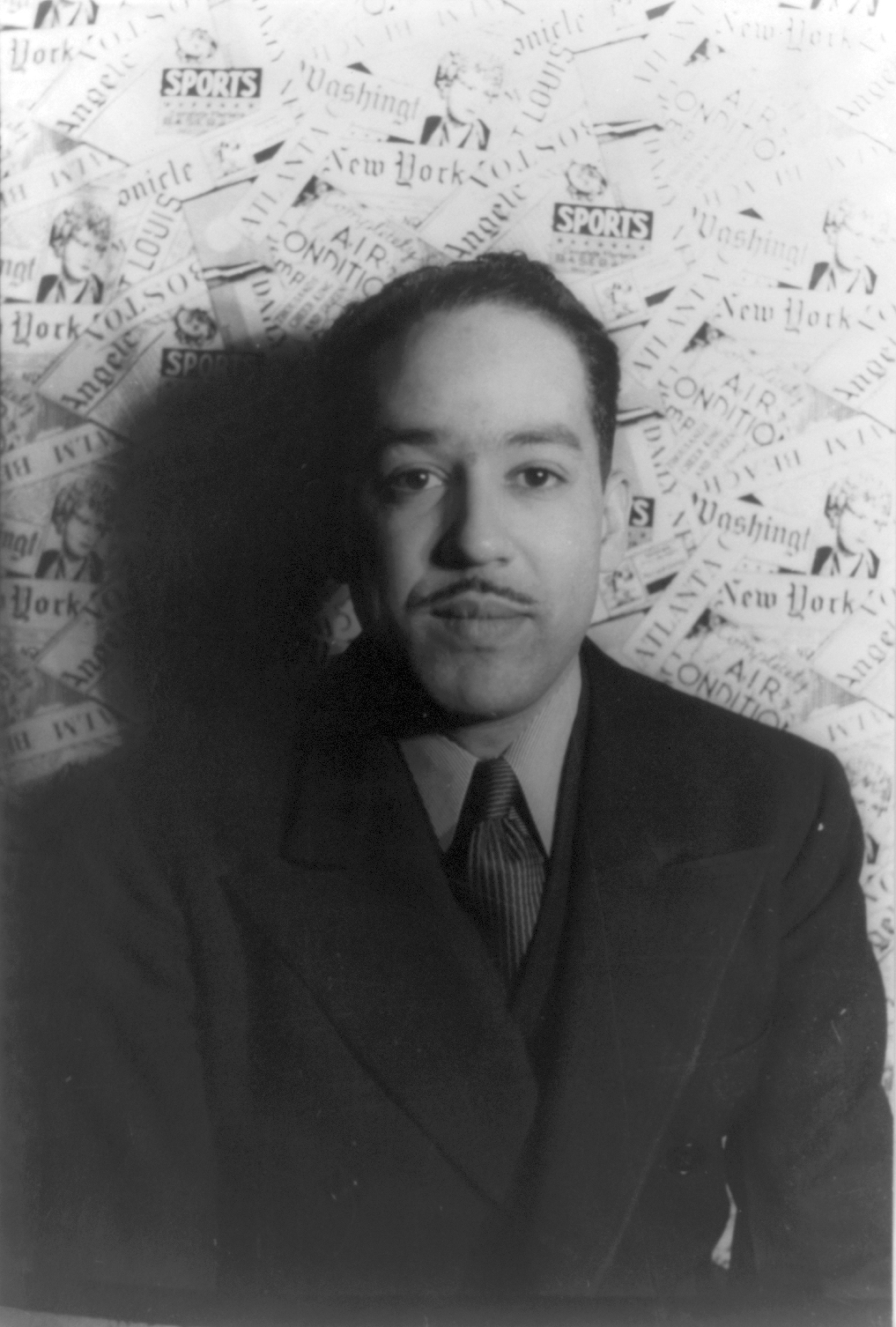
لانغستون هيوز

لانغستون هيوز (بالإنجليزية: James Mercer Langston Hughes)‏ كاتب صحفي ومسرحي وروائي وشاعر وناشط اجتماعي أمريكي. ينحدر لانغستون هيوز من اعراق مختلفة فهو من اصول أفريقية واسكوتلاندية واوربية يهودية وكذللك جذر من الهنود الأمريكان.
ولد لانغستون هيوز في ولاية ميسوري، وهو الابن الثاني لأسرة هجرها هربا من العنصرية التي كانت سائدة في الولايات المتحدة انذاك، وبعد انفصال والديه تربى هيوز في كفالة جدته من جهة أمه التي تركته مسافرةً بحثا عن عمل. أول أعمال لانغستون هيوز قام بنشرها «الزنجي يكلم الأنهار» وهي قصيدة أصبحت فيما بعد من أهم الأعمال التي اشارت اليه، أعماله من الشعر والأدب القصصي عبرت وصورت حياة الطبقة الكادحة من السود في الولايات المتحدة الأمريكية، ويتخلل معظم أعماله الفخر بهويته الأمريكية من اصول أفريقية وثقافتها المتنوعة.

## اصله وطفولته
مثل العديد من الأمريكيين من أصل أفريقي، هيوز من اصل معقد. وقد استعبد كل من جداته الكبار الأميركيين الأفارقة كانوا من العبيد وكل من اجداده الكبار كانوا من ملاك العبيد البيض في ولاية كنتاكي. وفقا لهيوز، كان واحدا من هؤلاء الرجال سام كلاي، من اصل اسكتلندي-أمريكي وكان مقطر الويسكي لمقاطعة هنري ويفترض انه كانم أحد أقارب رجل الدولة هنري كلاي. والآخر كان سيلاس كاشينبيري تاجر الرقيق اليهودي-أمريكي لمقاطعة كلارك. كانت جدتي هيوز الأم ماري باترسون من الأميركيين الأفارقة، الفرنسية، الإنجليزية والنسب الأمريكيين. واحدة من أول النساء التي حضرت كلية أوبرلين، تزوجت لويس شيريدان ليري، أيضا من عرق مختلط، قبل دراستها. انضم ليري في وقت لاحق غارة جون براون على هاربرز فيري في عام 1859 وتوفي بسبب جراحه.
ولد لانغستون هيودز في جوبلن بولاية ميسوري. هو الطفل للثاني من كاري معلم المدرسة تاجر الاقمشة. لانغستون وجيمس ناثانيل هيودز (1871-1934)

## العلاقة مع والده
كان هيوز مع علاقة سيئة للغاية مع والده، الذي عاش معه في المكسيك لفترة وجيزة في عام 1919. بعد تخرجه من المدرسة الثانوية في يونيو عام 1920، عاد هيوز إلى المكسيك للعيش مع والده، على أمل إقناعه لدعم خطته الدراسية في جامعة كولومبيا. قال هيوز في وقت لاحق أنه قبل وصوله إلى المكسيك، «لقد كنت افكر في والدي وكرهه الشديد من شعبه. لم أكن أفهم ذلك، لأنني كنت زنجي، وأنا أحب الزنوج كثيرا.» [ 16] [17] في البداية والده كان يأمل لهيوز لحضور إحدى الجامعات في الخارج، للدراسة وللحصول على مهنة في مجال الهندسة. على هذه الأسس، قال انه كان على استعداد لتقديم المساعدة المالية لابنه ولكنه لا يدعم رغبته في أن يكون كاتبا. في نهاية المطاف، جاء هيوز والده بحل وسط: أن هيوز يدرس الهندسة، طالما أنه يمكن أن يحضر كولومبيا. وتم توفيرالرسوم الدراسية له. غادر هيوز والده بعد أكثر من عام. في كولومبيا في عام 1921، تمكن هيوز بالحصول على معدل B + الصف. غادر في عام 1922 بسبب التحيز العنصري. لانه انجذب أكثر للشعب ولحي هارلم من دراسته، رغم أنه واصل كتابة الشعر.
لانغستون هيودز تربى في سلسلة المدن الصغيرة في الغرب الأوسط. اب هيودو ترك العائلة وبعدها طلق كاري. لقد سافر إلى كوبا ومن ثم إلى ماكسيكو. ساعيا للهروب من العنصرية المستمرة في الولايات المتحدة. بعد انفصال والديه، سافرت والدته باحثة عن عمل ووظيفة لها والشاب لانغستون هيوز اسس نفسه في لورانس بمساعدة جدته ماري باترسون لانغستون. من خلال التقليد الشفهي الأمريكي الاسود وبالاستفادة من خبرات النشطاء في جيلها، ماري لانغستون غرست في حفيدها الشعور الدائم للفخر العنصري. قضى لانغستون معظم طفولته في لورانس.
في سيرته الذاتية البحر الكبير سنة 1940 كتب: «كنت مستاء لفترة طويلة، وحيد جدا، اعيش مع جدتي ثم كان الكتب ما يسعدني، وأنا بدأت اؤمن في الكتب وعالم الكتب الرائع - حيث إذا عانى شخص، عانى في اللغة الجميلة، وليس في الكلمات احادية المقاطع (monosyllables)، كما فعلنا في كانساس» بعد وفاة جدته، ذهب هيوز للعيش مع أصدقاء العائلة، جيمس وماري ريد، لمدة عامين. وفي وقت لاحق، عاش هيوز مرة أخرى مع والدته كاري في لينكولن، إلينوي. وكانت قد تزوجت عندما كان لا يزال مراهقا، وأنها في نهاية المطاف انتقل إلى كليفلاند، أوهايو، حيث حضر المدرسة الثانوية.
بدأت تجاربه الكتابة عندما كان شابا. بينما في المدارس الثانوية في لينكولن، انتخب هيوز شاعر الصف. وذكر أنه في وقت لاحق انه يعتقد ان ذلك كان بسبب الصورة النمطية عن الأفارقة الأمريكيين وجود الإيقاع.
كنت ضحية لصورة نمطية. كان هناك اثنان فقط من بيننا أطفال زنوج في الصف ومدرس اللغة الإنجليزية كان مؤكدا دائما على أهمية الإيقاع في الشعر. حسنا، والجميع يعرف، الا نحن، أن جميع الزنوج لها الإيقاع، فانتخبوني شاعرا للصف. في المدرسة الثانوية في كليفلاند، كتب هيوز لصحيفة المدرسة، حرر الكتاب السنوي، وبدأ يكتب أولى قصصه القصيرة والشعر والمسرحيات الدرامية. أول قطعة من الشعر موسيقى الجاز له، «عندما يرتدي سو الأحمر،» كتبت عندما كان في المدرسة الثانوية.

## فترة البلوغ
عمل هيوز بعدة أعمال غريبه قبل ما يخدم في سفينه لفترة زمنيه بعيدا عن مالون (اسم مكان) اسمو هيوغس. وهيوز قضى ستة أشهر مسافر ما بين غرب افريقيا وأوروبا. في أوروبا هناك ترك العمل ككونه جزء من طاقم السفينة وبقي في باريس وهناك التقى بفتاه اسمها آن ماري فكانت بنت بريطانيه من اصل أفريقي متعلمة من عائلة ذو اصول مرموقة وبالتالي لقد تزوجت بهيوغ وودينغ، محامي والذي أصبح بعدها مستشار لجامعة غرب الهند بالضافة لذالك لقد تم تسمية كليتان حقوق في ترينداد وتوباغو على اسمه على شرفه.
خلال معيشته في انچلترا في اوائل 1920، أصبح هيوز فرداً من منظمة المغتربين السوداء وفي تشرين الثاني من عام 1924 عاد إلى موطنه (الولايات المتحدة الأمريكية) ليعيش مع والدته في العاصمة واشنطن بعدما عمل في وظائف غريبة ومتنوعة وحصل على ياقة (قلادة) بعدما وُظِّف أو عُيِّن كمساعد لباحث تاريخ وهو كارتر وودسون والذي يعمل في منظمة تبحث في الحياة والتاريخ الأفريقي الأمريكي، وكما يتطلب العمل فقد كَرَّس وقته في الكتابة لكن بعدها استقال من منصبه ليعمل كسائق حافلة لدى بارك اردمن، في ذلك الوقت التقى بلشاعر ڤاتشيل لندسي وقد شاركه بعض قصائده، انبهر منها وقد جَهَر ڤاتشيل باكتشافه للشاعر الاسود الجديد وهو هيوز الذي يملك مواهب شعرية، في هذا الوقت كانت قصائد هيوز قد نشرت في بعض المجلات وكان يحاول جمعها في كتاب واحد.كان كان هيوز في البداية لا يحبذ التدخل الأمريكي الأسود في الحرب بسبب استمرار قوانين الولايات المتحدة التمييزية والتفرقة العنصرية في جميع أنحاء الجنوب. وقال انه جاء لدعم المجهود الحربي والمشاركة الأميركية السوداء بعد أن قرر أن خدمة الحرب من شأنها أن تساعد نضالهم من أجل الحقوق المدنية في الداخل. وقد لاحظ الباحث أنتوني Pinn أن هيوز، جنبا إلى جنب مع لورين Hansberry وريتشارد رايت..كان انساني «حرجة من الإيمان بالله. وقد وفرت الأساس لمشاركة nontheistic في النضال الاجتماعي». وقد وجدت Pinn أن مثل هذا الكتاب يتم تجاهل أحيانا في سرد التاريخ الأميركي أن الفضل على رأسها حركة الحقوق المدنية للعمل الشعب المسيحي التابعة لها. واتهم هيوز بأنه الشيوعي من قبل الكثيرين في اليمين السياسي، لكنه نفى أن يكون دائما. عندما سئل لماذا لم انضم إلى الحزب الشيوعي، وكتب، «كانت تقوم على الانضباط الصارم وقبول توجيهات أنني ككاتب لم ارغب في ذلك، لقبوله.» في عام 1953، وقال انه كان يسمى قبل مجلس الشيوخ الفرعية الدائمة للتحقيقات من قبل السيناتور جوزيف مكارثي قاد. وقال: «أنا لم أقرأ الكتب النظرية الاشتراكية أو الشيوعية أو الحزبين الديمقراطي أو الجمهوري لهذه المسألة، وذلك اهتمامي في كل ما يمكن اعتباره السياسية كانت غير النظري، غير طائفي، والعاطفية إلى حد كبير والمولودين خارج من حاجتي الخاصة لإيجاد طريقة للتفكير في هذه المشكلة برمتها من نفسي». وبعد شهادته، نأى بنفسه عن هيوز الشيوعية. تم توبيخه من قبل البعض في اليسار الراديكالي الذين دعموه سابقا. انتقل بعيدا عن القصائد السياسية بشكل علني ونحو المزيد من المواضيع الغنائية. عند اختياره للشعر نفسه من القصائد المختاره له (1959) قال انه يستبعد كل شيء له آية الاشتراكية الراديكالية من 1930..
كانت واردة هيوز أيضا بشكل بارز في حملة وطنية برعاية مركز التحقيق (قوات التحالف-CFI) المعروفة باسم الأميركيين الأفارقة للإنسانية. هيوز Ask Your Mama": 12" المزاج لموسيقى الجاز، وكتب في عام 1960، تم عرضها للمرة الأولى مارس 2009 مع الحان خصيصا لورا كاربماك في قاعة كارنيجي، في مهرجان تكريم برعاية جايس نورمان في الاحتفال من أصل إفريقي التراث الثقافي.
Ask Your Mama هو محور «مشروع لانغستون هيوز» وهو أداء موسيقي متعدد الوسائط من إخراج رون مكوردي، أستاذ الموسيقى في مدرسة ثورنتون للموسيقى في جامعة جنوب كاليفورنيا. استغرق العرض الأوروبي لمشروع هيوز لانغستون، ويضم آيس تي ومكوردي، يقام في مركز باربيكان، لندن، في 21 تشرين الثاني 2015، كجزء من مهرجان الجاز في لندن.
في 22 سبتمبر عام 2016، قصيدته "I Too" وقد طبع على صفحة كاملة في صحيفة نيويورك تايمز ردا على أعمال الشغب في اليوم السابق في شارلوت بولاية نورث كارولينا.

## المشوار المهني
من قصيدة «الزنجي يتحدث عن الانهار»:
روحي نامت بعمق مثل الانهار
استحممت في الفرات عند أول الفجر (بزوغ الفجر)
بنيت كوخي بجانب الكونغو وهو يهدأني كي انام
نظرت على النيل واثار الاهرامات فوقه
سمعت غناء الميسيسبي عندما نزل ابراهم لنكولن لنيو اورلنز ورأيته موحل حضن تحويل كل الذهب في وقت الغروب....
في الويري بلوز سنة 1926 (weary معناها الحرفي ضجر)
نشر لأول مرة في سنة 1921 في ازمة المجلة الرسمية للجمعية الوطنية لنهضة أو تقدم الناس الملونين (ذوي البشرات مختلفة اللون)
الزنجي يتحدث عن الانهار التي أصبحت توقيع قصيدة هيودز جمعت في كتابه الأول للشعر (ويري بلوز)
قصائد هيودز الأولى والاخيرة التي نشرت ظهرت في الازمة
قصائده التي نشرت في الازمة أكثر من تلك التي نشرت في المجلة حياة وعمل هيودز تأثرت بشكل هائل خلال نهضة هارلم في 1920 جنب الائك المعاصرين: زورا نايل هورستون، والس ثورمان، كلاود مكي، كونتي كولين، ريتشارد بروس، نوجينت، وارون دوغلاس باستثناء مكي لقد تعاونوا لصنع وخلق حريق المجلة قصيرة الاجل (fire هل ممكن ان تكون ثورة في هذه الجملة؟)كرست للفنانين الزنوج.
هيوز (Hughes) ومعاصريه كان لهم عدّة أهداف وتطلعات من الفئة المتوسطة للسود، هيوز (Hughes) وزملائه حاولوا وصف وتصوير الحياة المتدنية في فنهم وبحيث أنّ حياة السود الحقيقي هي في المجتمع السفلي والأدنى اقتصاديًا وقد انتقدوا الانقسام والعنصرية باتجاه مجتمع السود بأنّ هذا المجتمع أساسه البشرة السوداء.
هيوز (Hughes) كتب ماذا سيكون مأخوذ بعين الاعتبار من خلال منشورهم: «الفنّان الأسود ومضمار سباق الجبل»-هذا ما نشر في مجلة "The Nation" في عام 1926.
الفنانين السود الشباب الذين ينوون التعبير والتصريح أن البشرة السوداء تحدّدنا هم أنفسهم بلا خوف أو خجل. «إن كان الناس البيض مسرورين فنحن سعداء، وإن لم يكونوا فهذا لا يهم، فنحن نعلم أننا جميلون، وقبيحون أيضًا (توم توم يبكي، وتوم وتوم توم يضحك Tom Tom Cry, Tom Tom laugh)، إن كان الناس النضرون (الغير سود) مسرورون فنحن سعداء، نحن نبني معابدنا لنا، نبنيها قوية كما نعلم، ونحن نقف على رأس القمة أحرار مع أنفسنا»
شعره والخيال صوروا حياة السود الذين هم من الطبقة العاملة في أمريكا والحياة أيضا تصورة على انها مليئة بالصراعات والمتعة والضحك والموسيقى.
التغلغل بعمله هو اعتزاز يعني فخر بالهوية الأمريكية الأفريقية وفخر لثقافتها المتنوعة.
«البحث الذي قمت به سعى على انه يشرح ويسلط الضوء على حالة الزنوج في أمريكا وبشكل غير مباشر على كل الجنس البشري».
وهيوز واجه صور نمطية عنصرية احتج على الظروف الاجتماعية ووسع صورة الامريكان الافريقان بحد ذاتها.
«شاعر الشعب» يسعى لاعاظة تثقيف كل من الجمهور والفنان من خلال رفع نظرية جمال الاسود (ويعني انا يعرضوا ويبينوا جمال الشعب الاسود يعني الأفريقيين) للحياة الواقعية.
الليل جميل ووجوه شعبي أيضا جميلة.
النجوم جميلة وعيون شعبي جميلة.
جميلة الشمس وارواح شعبي أيضا جميلة.
هيوز اكد وشدد على الوعي العنصري وعلى القومية الثقافيه تخلو من الكراهية الذاتيه. حسب اعتقاداته ان شعبه من اصل أفريقي وكذالك افريقيا عبرت العالم لكي تشجع فخرها في ثقافه شعبها الاسود وجمالهم الاسود. هيوز كان من الكتاب السود البارزين وبطل الوعي العنصري كمصدر إلهام للفنانين السود. الأفريقيون الاميركيون في سباق عنصري والحضارة القومية تؤثر على العديد من الكتاب السود في الخارج، بما في ذلك جاك رومان، نيكولاس غيين، ليوبولد سيدار سنغور، وإيميه سيزير. جنبا إلى جنب مع أعمال سنغور، سيزير، وغيرهم من الكتاب الذين يتكلمون الفرنسية في افريقيا ومن أصل أفريقي من منطقة البحر الكاريبي، مثل رينيه ماران من مارتينيك وليون داماس من غيانا الفرنسية أمريكا الجنوبية ساعدت أعمال هيوز أن يلهم الحركة الزنجية في فرنسا.
وقد اكد الفحص الذاتي الاسود في موتجهه جذر الاستعمار الاروبي. بالاضافه لمثال المعاملات الاجتماعيه هيوزكان له تأثير تقنيا هاما من تأكيده على إيقاعات الشعبية وموسيقى الجاز كأساس لشعره فخر العنصري.
في عام 1930، روايته الأولى «لا تخلو من الضحك»، وفاز بالميدالية الذهبية «هارمون للأدب». في الوقت قبل منح الفنون انتشارًا واسعًا، اكتسب هيوز دعمًا من مدراء خاصيين لمدة عامين قبل نشر هذه الرواية. بطل هذه الرواية هو صبي يدعى ساندي، الذي على اسرته يجب أن تتعامل مع التحديات بسبب عرقهم وطبقتهم الاجتماعية.
وفي عام 1931، ساعد هيوز في تشكيل «نيويورك، حقيبة مسرح» مع الكاتب المسرحي بول بيترز، الفنان يعقوب بورق، وكاتب (قريبا ليكون جاسوسا تحت الأرض) الذي يدعى ويتكار كامبرز، كما وكان من أحد معارفه في مدينة كولومبيا.
في عام 1932، قال انه كان جزءا من لوحة الإنتاج، لإنتاج الفيلم السوفيتي «على الزنجي الحياة» مع مالكولم كاولي، فلويد ديل، وايضًا ويتكار كامبرز.
في عام 1935 حصل هيوز على منحة غوغنيهام. وفي نفس العام تم تأسيس فرقة المسرح الخاصة به في لوس أنجلوس، وتعرّف على طموحه المتعلق بالأفلام من خلال مشاركته في كتابة سيناريو فيلم طريق - أسفل الجنوب.
هيوز يعتقد ان فشله في تجارة الأفلام المربحة سببه هو التمييز العنصري في هذا نوع من الصناعة.
في شيكاغو عام 1941 اسس مشروع Skylotf players الذي سعى إلى تعزيز مكانة المسرحيين السود والعرض المسرحي «من وجهة نظر السود».
بعد ذٰلك بوقت قصير، تعاقد هيوز لكتابة عمود (قسم من صفحة) لجريدة Chicago defender الاسبوعية، والذي فيه قدّم البعض من «اقوى أعماله الذات صله»، حيث تم اسماع صوت الاناس السود. صفحة هيوز في الجريدة استمرّت عشرون سنة.
عام 1943، هيوز بدأ يكتب وينشر عن شخصية كان إسمها Jesse B. Semple ، غالبا ما يشار اليها انها شخصية «بسيطة»، الرجل الأسود اليومي في هارلم الذي عرض التأملات حول قضايا الساعة من اليوم.
على الرغم من ان هيوز نادرا ما استجاب لطلبات التدريس في الكليات، في سنة 1947 بدا التدريس في جامعة Atlanta . عام 1949، قضى ثلاثة أشهر في جامعة شيكاغو Laboratory Schools كمحاضر زائر. بين الاعوام 1942 و1949 كان هيوز الكاتب المتكرر وعضوًا في هيئة Common Ground ، ومركز مجلة أدبية حول التعددية الثقافية في الولايات المتحدة من قبل المجلس المشترك من أجل الوحدة الأمريكية (CCAU).
وكتب روايات وقصص قصيرة ومسرحيات، والشعر، والمسلسلات، والمقالات، واعمال من أجل الأطفال. وبتشجيع من صديقه المقرب والكاتب، وأرنا بونتيمبس، والراعي والصديق، كارل فان فينتشين، كتب مجلدين من السيرة الذاتية، the big sea وi wonder as i wonder، وكذلك ترجم العديد من الأعمال الادبية إلى اللغة الإنكليزية.
خلال منتصف 1950s و-1960s، شعبية هيوز بين جيل الشباب من الكتاب سوداء تنوعت حتى زادت شهرته في جميع أنحاء العالم. مع التقدم التدريجي نحو التكامل العنصري، واعتبرت العديد من الكتاب ذو البشرة السوداء كتاباته فخر لهم وموضوعه المقابلة من التاريخ. انهم يعتبرونه الشوفيني العنصري. وجد بعض الكتاب الجدد من بينهم جيمس بالدوين، وتفتقر إلى مثل هذا الفخر، والإفراط في المثقف في عملهم، والمبتذلة في بعض الأحيان.
هيوز أراد من الكُتّاب الشباب السود أن يكونوا موضوعيين في الكتابة عن عرقهم ، لكن بدون احتقار لذلك وتجنب ذلك.
هو فهم النقاط الرئيسية لحركة الطاقة السوداء The Black Power Movement من 1960, ولكنه آمن أنه بعض الكتاب الشباب السود اللذين دعموا ذلك كانوا غاضبين جدا في عملهم.
عمل هيوز النمر والسوط Panther And The Lash نُشر بعد وفاته عام 1967, كان يهدف إلى عرض تضامنه مع هؤلاء الكتاب ، لكن مع المزيد من المهارات والتي تخلو من الغضب الخبيث والعنصرية الشوفينية بعضها أظهرت تجاة البيض.
هيوز أكمل للحصول على معجبين من بين أكبر شباب الجيل من الكتاب السود . هو غالباً ما ساعد الكًتّاب من خلال تقديم نصيحة أو قيادتهم إلى أُناس آخرين ذوي نفاذ (مؤثرين) في الأدب ومجموعة النشر .
هذه المجموعة الأخيرة ضمت أيضاً أليس وولكرAlice Walker من أكتشفه هيوز ، نظر تجاه هيوز كبطل ومثال يُقتدى به في عملهم .
واحد من هؤلاء الكتاب الشباب السود (لوفتين ميتشل Loften Mitchel) لاحظ من هيوز:
«لانغستون ضبط وانتهج أسلوب ، معيار الأخوة والصداقة والتعاون ، على كل واحد منا إتباعه».
أنت لم تحصل منه على أنا الكاتب الزنجي ، لكن فقط أنا كاتب زنجي . هو لم يتوقف للحظة في التفكير بنا .

## اراء سياسية
فيما بعد قد دَوَّن كوستلر في سيرته الذاتيه ان هيوز ومعه اربعون فرداً من الامريكان السود قد دُعوا لزيارة الاتحاد السوڤيتي سابقاً أي روسيا اليوم من اجل العمل على إنتاج فيلم بعنوان أي حياة السود في أمريكا، لكن الاتحاد السوڤيتي تنازل عن هذه الفكرة وذلك بسبب نجاحه في الحصول على اعتراف من أمريكا بشرعية قيام الاتحاد السوڤيتي وتأسيس سفارة في موسكو.
هذا الفعل كان له تداعيات أي عواقب ونتائج، اذ ان الاتحاد السوڤيتي قد نشر اشاعات عن وجود فصل عنصري أو تمييز عنصري (عرقي) في أمريكا.
هيوز واتباعه لو يعلموا بأسباب إلغاء مشروع تصوير الفيلم لكن هيوز وكوستلر عملوا لأنفسهم وقد خطط هيوز للسفر إلى الصين واليابان قبل عودته إلى الولايات المتحدة.
الشاعر هيوز كانت تنشر أعماله مراراً وتكراراً في مجلة cpusa، وقد التحق بمنظمات الدعم والمبادرة الاجتماعية مثل سكوتسبورو وكجزء من إظهار دعمه للنظام الجمهوري خلال الحرب الأهلية في إسبانيا عام 1937 سافر إلى إسبانيا كمراسل لبعض المجلات الأفريقية الأمريكية، كان هيوز ايضاً عضو في منظمات اجتماعية أخرى مثل جون ريد ، وجمعية مطالبة لحقوق السود في أمريكا ، وقد كان متعاطفاً أكثر من كونه فعالاً وقد وَقَّع على تصريح في 1938 يدعم فيه جوزيف ستالين والتحاقه باتفاقية السلام الأمريكية عام 1940 التي منعت أمريكا من الاشتراك في الحرب العالمية الثانية

## الميول الجنسية
أرنولد رامبيراس ألا وهو الكاتب الرئيسي لهيوز أصر على أنّ هيوز يفضّل الرجال الأفارقة إلا أنه في سيرته الذاتية قد نفى شذوذ هيوز الجنسي وبيّن أنّ هيوز كان فعّال من ناحية جنسية لكن لم يكن لديه علاقات جنسية ، مع ذلك فقد أظهر هيوز احتراما وحبًا للرجل والمرأة السود ، حبه للسود في الكثير من مؤلفاته فسّروه على أنّه كمحب للرجال السود .

## وفاته
في 22 أيار عام 1967 توفّي هيوز في مدينة نيويورك على أثر تعقيدات حصلت بعد عملية جراحية بسبب سرطان البروستات، دفن رماده وسط فوير في مركز شومبيرغ للأبحاث في هارلم وهي مدخل لصالة عرض سمّيت لاحقًا على اسمه وتحتوي تصميمًا أفريقيًا على أرضيته ومستوحاة من قصيدة " The Negro Speaks Of Rivers "، إذ أنه مكتوب في وسط التصميم «لقد أصبحت روحي عميقة كالأنهر».

## روابط خارجية
- لانغستون هيوز على موقع IMDb (الإنجليزية)
- لانغستون هيوز على موقع الموسوعة البريطانية (الإنجليزية)
- لانغستون هيوز على موقع مونزينجر (الألمانية)
- لانغستون هيوز على موقع ألو سيني (الفرنسية)
- لانغستون هيوز على موقع ميوزك برينز (الإنجليزية)
- لانغستون هيوز على موقع أول موفي (الإنجليزية)
- لانغستون هيوز على موقع قاعدة بيانات برودواي على الإنترنت (الإنجليزية)
- لانغستون هيوز على موقع قاعدة بيانات برودواي على الإنترنت (الإنجليزية)
- لانغستون هيوز على موقع إن إن دي بي (الإنجليزية)
- لانغستون هيوز على موقع ديسكوغز (الإنجليزية)
- Yale Lecture on Langston Hughes audio, video and full transcripts from Open Yale Courses
- Bernard.aspx Booknotes interview with Emily Bernard on Remember Me to Harlem: The Letters of Langston Hughes and Carl Van Vechten, 1925-1964, April 22, 2001.